# 船長

船長の肩章の一例

船長（せんちょう。英語では Captain）とは、船舶の乗員の中で、当該船舶の最高責任者、かつ船主の代理人として、法定の権限を有する者。
軍艦（自衛艦）の長は、艦長（かんちょう。英語では Captain、Commanding Officer〈略称：CO〉、Skipper）という。また軍艦でも水雷艇、掃海艇など「＊＊艇」の長、民間船でもヨットやプレジャーボート等の長は艇長（ていちょう）という。

## 概説

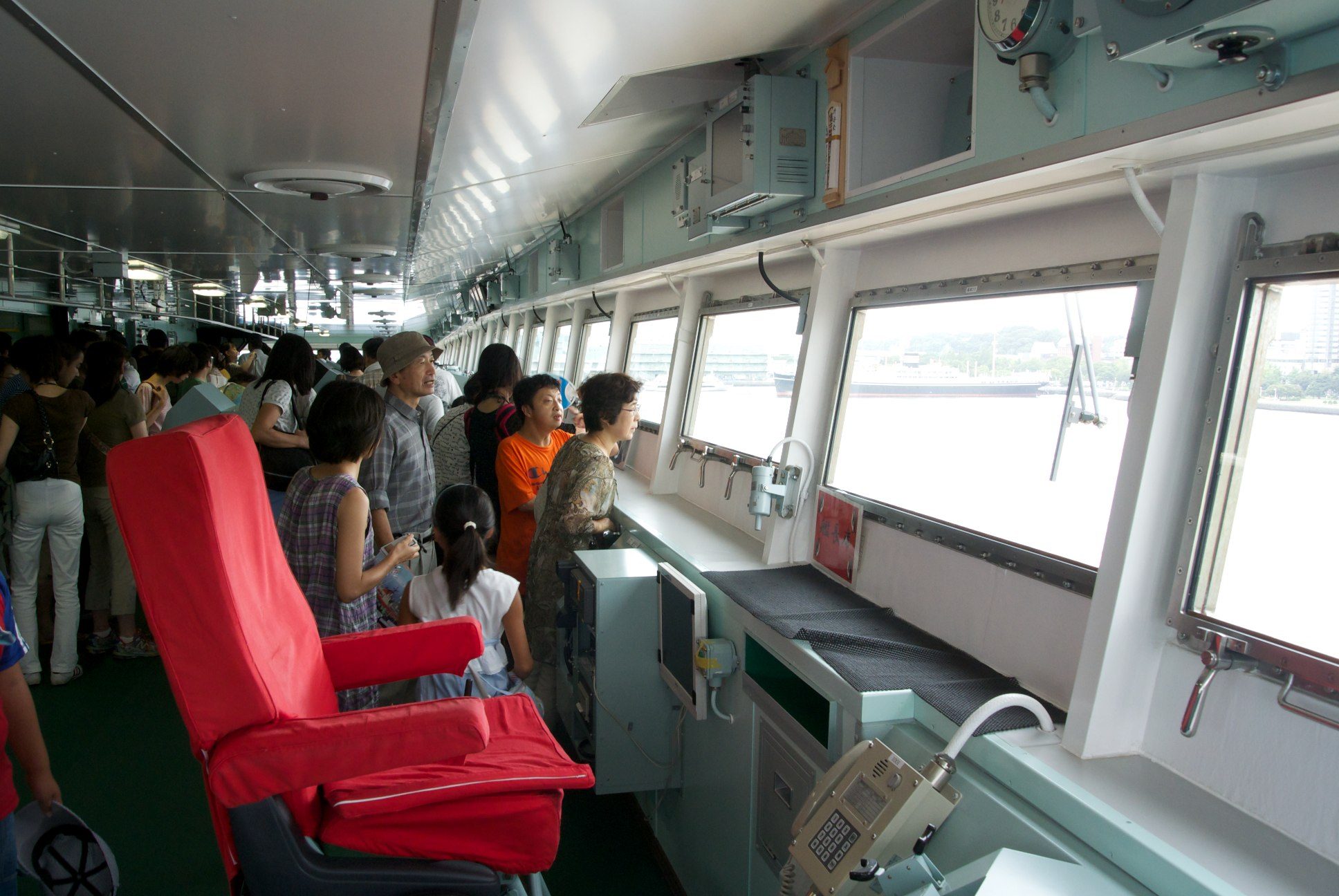
しらせ (2代)の艦橋にある艦長席。同艦の艦長は1佐が務めるので、赤いカバーが取り付けられている (長が2佐までの艦艇は座席のカバーの左半分が青のツートーン)。

船長は船舶の運航指揮者という航行組織上の地位、海上企業主体の代理人という企業取引組織上の地位の二面性を有する。
船長が着用する、商船士官（職員、Officer）としての船長の地位（階級かつ職位）を示す階級章は「金筋4本」である。一方、艦長が着用する階級章は、あくまで海軍士官としての階級を示すものであるため、艦長の階級により異なる（例：海軍大佐は金筋4本、海軍中佐は金筋3本、など）。
船長の席は通常ブリッジの右寄りにあるが、航空母艦ではアイランド（ブリッジ等の構造物）を右舷に寄せた設計となっているため、飛行甲板が見渡せる左側に寄せている。一目で分かるように席の色を変えている船もある。

## 日本の法令上の船長

### 船長の選任と解任
船長は海上企業主体（船主もしくは船舶賃借人）によって選任される。船舶共有の場合は船舶管理人が選任を行う（旧商法700条・改正698条）。船長には航行区域と船舶の大きさに従って船舶職員及び小型船舶操縦者法に定める有資格者のうちから選任しなければならない。
船長がやむを得ない事由により自ら船舶を指揮することができないときは法令に別段の定めがある場合を除いて他人を選任して自己の職務を行わせることができ（旧商法707条・改正709条前段）、これを代船長という。この場合においては船長はその選任につき船舶所有者に対して責任を負う（旧商法707条・改正709条後段）。
また、船長が死亡したとき、船舶を去ったとき、又はこれを指揮することができない場合において他人を選任しないときは、運航に従事する海員は、その職掌の順位に従って船長の職務を行う（船員法20条）。これを代行船長というが、代行船長は厳密な意味での船長ではない。
船長は雇用契約の終了事由によりその地位を失うほか、船舶所有者は何時でも船長を解任することができる（旧商法721条1項本文・改正715条1項）。ただし、正当な理由なく解任したときは船長は船舶所有者に対し解任によって生じた損害の賠償を請求することができる（旧商法721条1項但書・改正715条2項）。

### 船長の権限

#### 私法上の権限
- 船長の代理権
  - 船長には船主からの代理権授与契約に基づく代理権が認められている[11]。船長の代理権に加えた制限は善意の第三者に対抗することができない（旧商法714条・改正708条2項）。
    - 船籍港外においては船長は、船舶について抵当権を設定することや、借財をすることを除いて、航海のために必要な一切の裁判上または裁判外の行為をなす権限を有する （旧商法713条1項・改正708条1項）。
- 積荷の供用
  - 船長は航海を継続するため必要なときは積荷を航海の用に供することができる（旧商法719条・改正712条）。

#### 公法上の権限
- 船舶指揮権
  - 船長は船舶の運行責任者として船舶指揮権を有する[12]。船舶指揮権は船主から授権されたものではなく船舶共同体の安全確保のために法律によって国から授権された権限である[12]。
  - 船舶指揮権の内容は以下参照。
- 指揮命令権
  - 船長は指揮命令権を有し、海員を指揮監督し、かつ、船内にある者に対して自己の職務を行うのに必要な命令をすることができる（船員法第7条）。
- 懲戒権
  - 船長は、海員が船員法21条の事項を守らないときは、これを懲戒することができる（船員法22条-24条）。
- 危険に対する処置
  - 船長は、海員が凶器、爆発又は発火しやすい物、劇薬その他の危険物を所持するときは、その物につき保管、放棄その他の処置をすることができる（船員法25条）。
  - 船長は、船内にある者の生命若しくは身体又は船舶に危害を及ぼすような行為をしようとする海員に対し、その危害を避けるのに必要な処置をすることができる（船員法26条）。
  - 船長は、必要があると認めるときは、旅客その他船内にある者に対しても、前二条に規定する処置をすることができる（船員法27条）。
- 強制下船
  - 船長は、雇入契約の終了の届出をした後当該届出に係る海員が船舶を去らないときは、その海員を強制して船舶から去らせることができる（船員法28条）。
- 行政庁に対する援助の請求
  - 船長は、海員その他船内にある者の行為が人命又は船舶に危害を及ぼしその他船内の秩序を著しくみだす場合において、必要があると認めるときは、行政庁に援助を請求することができる（船員法29条）。
- 水葬
  - 船長は、船舶の航行中船内にある者が死亡したときは、国土交通省令の定めるところにより、これを水葬に付することができる（船員法15条）。
- 司法警察権
  - 遠洋区域、近海区域又は沿海区域を航行する総トン数20トン以上の船舶の船長は、他の一定の海員と共に特別司法警察職員に指定されている（司法警察職員等指定応急措置法（昭和23年法律第234号）第1条及び司法警察官吏及司法警察官吏ノ職務ヲ行フヘキ者ノ指定等ニ關スル件 (大正12年勅令第528号)）。

### 船長の義務
- 善管注意義務
  - 旧商法では、船長は善管注意義務を負い、船長はその職務を行うにつき注意を怠たらなかったことを証明しなければ船舶所有者、傭船者、荷送人その他の利害関係人に対して損害賠償責任を免れることができないとされ（旧商法705条1項）、また、船長は船舶所有者の指図に従ったときであっても船舶所有者以外の者に対しては前項に定めた責任を免れることができないとされていたが（旧商法705条2項）、この規定は改正商法では削除された。ただし、当該規定が削除されても、傭船者や荷送人は、運送人に対し契約上の債務不履行責任を追及できる（商法575条）。
- 商法上の書類備置義務
  - 船長は属具目録及び運送契約に関する書類を船中に備え置くことを要する（旧商法709条1項・改正710条）。
- 発航前の検査
  - 船長は、発航前に次に掲げる事項を検査しなければならない。ただし、当該発航の前12時間以内に1.に掲げる事項のうち操舵設備に係る事項について発航前の検査をしたとき並びに当該発航の前24時間以内に1.（操舵設備に係る事項を除く。）、4.及び5.に掲げる事項について発航前の検査をしたときは、当該事項については、検査を行わないことができる（船員法8条、同施行規則2条の2）。

1. 船体、機関及び排水設備、操舵設備、係船設備、揚錨設備、救命設備、無線設備その他の設備が整備されていること。
2. 積載物の積付けが船舶の安定性をそこなう状況にないこと。
3. 喫水の状況から判断して船舶の安全性が保たれていること。
4. 燃料、食料、清水、医薬品、船用品その他の航海に必要な物品が積み込まれていること。
5. 水路図誌その他の航海に必要な図誌が整備されていること。
6. 気象通報、水路通報その他の航海に必要な情報が収集されており、それらの情報から判断して航海に支障がないこと。
7. 航海に必要な員数の乗組員が乗り組んでおり、かつ、それらの乗組員の健康状態が良好であること。
8. 前各号に掲げるもののほか、航海を支障なく成就するため必要な準備が整っていること。

- 航海の成就
  - 船長は、航海の準備が終ったときは、遅滞なく発航し、かつ、必要がある場合を除いて、予定の航路を変更しないで到達港まで航行しなければならない（船員法9条）。
- 甲板上の指揮
  - 船長は、船舶が港を出入するとき、船舶が狭い水路を通過するときその他船舶に危険のおそれがあるときは、甲板にあって自ら船舶を指揮しなければならない（船員法10条）。
- 在船義務
  - 船長は、やむを得ない場合を除いて、自己に代わって船舶を指揮すべき者にその職務を委任した後でなければ、荷物の船積及び旅客の乗込の時から荷物の陸揚及び旅客の上陸の時まで、自己の指揮する船舶を去ってはならない（船員法11条）。
- 航海当直の実施
  - 以下の船舶以外の船舶の船長は、航海当直の編成及び航海当直を担当する者がとるべき措置について国土交通大臣が告示で定める基準に従って、適切に航海当直を実施するための措置をとらなければならない（船員法施行規則3条の5）。
    - 平水区域を航行区域とする船舶
    - 専ら平水区域又は船員法第一条第二項第三号の漁船の範囲を定める政令（昭和三十八年政令第五十四号）別表の海面において従業する漁船
- 巡視制度
  - 旅客船（平水区域を航行区域とするものにあっては、国土交通大臣の指定する航路に就航するものに限る。）の船長は、船舶の火災の予防のための巡視制度を設けなければならない（船員法施行規則3条の6）。
- 旅客に対する避難の要領等の周知
  - 船長は、避難の要領並びに救命胴衣の格納場所及び着用方法について、旅客の見やすい場所に掲示するほか、旅客に対して周知の徹底を図るため必要な措置を講じなければならない（船員法施行規則3条の10）。
- 船舶に危険がある場合における処置
  - 船長は、自己の指揮する船舶に急迫した危険があるときは、人命の救助並びに船舶及び積荷の救助に必要な手段を尽くさなければならない（船員法12条）。
  - なお、旧船員法第12条では「船長は船舶に急迫した危険があるとき、人命、船舶および積荷の救助に必要な手段をつくし、かつ、旅客、海員、その他船内にあるものを去らせた後でなければ、自己の指揮する船舶を去ってはならない。」（船長の最後退船）とあり、違反した場合は5年以下の懲役という罰則が規定されていた。
  - 1970年に船員法が改正がされて、現船員法第11条・第12条に置き換えられ、自己の指揮する船舶に急迫した危険には必要な手段を尽くす一方で、やむを得ない場合には己の指揮する船舶を去ることを可能とする規定となった。
- 船舶が衝突した場合における処置
  - 船長は、船舶が衝突したときは、互に人命及び船舶の救助に必要な手段を尽し、且つ船舶の名称、所有者、船籍港、発航港及び到達港を告げなければならない。但し、自己の指揮する船舶に急迫した危険があるときは、この限りでない（船員法13条）。
- 遭難船舶等の救助
  - 船長は、他の船舶又は航空機の遭難を知ったときは、人命の救助に必要な手段を尽さなければならない。但し、自己の指揮する船舶に急迫した危険がある場合及び以下の場合は、この限りでない（船員法14条、同施行規則3条）。
    - 遭難者の所在に到着した他の船舶から救助の必要のない旨の通報があったとき。
    - 遭難船舶の船長又は遭難航空機の機長が、遭難信号に応答した船舶中適当と認める船舶に救助を求めた場合において、当該救助を求められた船舶のすべてが救助に赴いていることを知ったとき。
    - やむを得ない事由で救助に赴くことができないとき、又は特殊の事情によつて救助に赴くことが適当でないか若しくは必要でないと認められるとき（この場合においては、その旨を附近にある船舶に通報し、かつ、他の船舶が救助に赴いていることが明らかでないときは、遭難船舶の位置その他救助のために必要な事項を海上保安機関又は救難機関（日本近海にあっては、海上保安庁）に通報しなければならない）。
- 異常気象等
  - 国土交通省令の定める船舶の船長は、暴風雨、流氷その他の異常な気象、海象若しくは地象又は漂流物若しくは沈没物であって、船舶の航行に危険を及ぼすおそれのあるものに遭遇したときは、国土交通省令の定めるところにより、その旨を附近にある船舶及び海上保安機関その他の関係機関に通報しなければならない（船員法14条の2）。
- 非常配置表の作成及び操練
  - 国土交通省令の定める船舶の船長は、非常の場合における海員の作業に関し、国土交通省令の定めるところにより、非常配置表を定め、これを船員室その他適当な場所に掲示しておかなければならない。国土交通省令の定める船舶の船長は、国土交通省令の定めるところにより、海員及び旅客について、防火操練、救命艇操練その他非常の場合のために必要な操練を実施しなければならない（船員法14条の3）。
- 航海の安全の確保
  - そのほか、航海当直の実施、船舶の火災の予防、水密の保持その他航海の安全に関し船長の遵守すべき事項は、国土交通省令でこれを定める（船員法14条の4）。
- 遺留品の処置
  - 船長は、船内にある者が死亡し、又は行方不明となったときは、法令に特別の定がある場合を除いて、船内にある遺留品について、国土交通省令の定めるところにより、保管その他の必要な処置をしなければならない（船員法16条）。
- 在外国民の送還
  - 船長は、外国に駐在する日本の領事官が、法令の定めるところにより、日本国民の送還を命じたときは、正当の事由がなければ、これを拒むことができない（船員法17条）。
- 船員法上の書類備置義務
  - 船長は、国土交通省令の定める場合を除いて、以下の書類を船内に備え置かなければならない（船員法18条）。
    - 船舶国籍証書又は国土交通省令の定める証書
    - 海員名簿
    - 航海日誌
    - 旅客名簿
    - 積荷に関する書類
- 航行に関する報告
  - 船長は、以下の各号の一に該当する場合には、国土交通省令の定めるところにより、国土交通大臣にその旨を報告しなければならない（船員法19条）。
    - 船舶の衝突、乗揚、沈没、滅失、火災、機関の損傷その他の海難が発生したとき。
    - 人命又は船舶の救助に従事したとき。
    - 無線電信によって知ったときを除いて、航行中他の船舶の遭難を知ったとき。
    - 船内にある者が死亡し、又は行方不明となったとき。
    - 予定の航路を変更したとき。
    - 船舶が抑留され、又は捕獲されたときその他船舶に関し著しい事故があったとき。
- 航海中の出生及び死亡の届出
  - 航海中に出生があったときは、船長は、24時間以内に、第49条第2項に掲げる事項（出生の届出事項）を航海日誌に記載して、署名し、印をおさなければならない（戸籍法第55条）。
  - 第55条（航海中の出生）の規定は、死亡の届出にこれを準用する（戸籍法93条）。

### 艦長

#### 大日本帝国海軍
大日本帝国海軍における「艦長」とは、軍艦外務令の艦艇内において定められた狭義の軍艦の指揮官で（階級は大佐もしくは中佐）、これらの艦首には菊花紋章がつけられていた。軍艦に含まれていない駆逐艦や潜水艦などの指揮官は「長」と呼ばれ（階級は中佐もしくは少佐）、駆逐艦長や潜水艦長と言うのが正式な呼称であった。後者の場合、艦長と同列の指揮官は駆逐隊司令や潜水隊司令となった。

#### 海上自衛隊
海上自衛隊における艦長について解説すると、自衛艦乗員服務規則においては、「艦長は、1艦の首脳である。艦長は、法令等の定めるところにより、上級指揮官の命に従い、副長以下乗員を指揮統率し、艦務全般を統括し、忠実にその職責を全うしなければならない。」（自衛艦乗員服務規則第3条）と謳われている。
また、自衛艦が遭難等で沈没する際も艦長は先に退艦することが許されず、「艦長は、遭難した自艦を救護するための方策が全く尽きた場合は、乗員の生命を救助し、かつ、重要な書類、物品等を保護して最後に退艦するものとする。」（自衛艦乗員服務規則第34条第1項）とされる。
海上自衛隊では艦長の座る席を明確にするため、色付きのカバーを掛けている（潜水艦では操舵手・機器操作員以外で椅子があるのは艦長のみ）。

## 最後離船、最後退船の義務
船長の最後退船は、海事における伝統の一つで、船長が自分の船とその船に乗っている全ての人に対して最終的な責任を持ち、緊急時には船上の人を全て助けてから最後に退船するか、さもなくば死を覚悟するというものであった。これは19世紀、ヴィクトリア朝時代の騎士道精神を反映したもので、自分より弱き者たちを助けることを優先するモラルは人々から称賛された。
だが称賛され船長のモラルとされた結果、極端な事例も発生し、1980年、LNG船が関門海峡の投錨地で座礁した際にアメリカ人船長がピストル自殺した例、1997年、福井県沖でナホトカ号重油流出事故が発生した際にロシア人船長が救出を拒否して後日、遺体となって発見された例も起きた。
日本では、前述のように船員法第12条で船長の最後離船が、同法123条で罰則規定が定められており法的な義務として定着していた。しかし1969年から1970年にかけてぼりばあ丸事故、波方商船の「波島丸」事故、かりふぉるにあ丸事故と立て続けに3件の遭難事故が発生する中で、それぞれの船の船長が離船を拒否して殉職する例が見られたため、日本船長協会は「誤った社会通念を生む」として船長の責任を軽くするよう主張を行った。この結果、1970年の法改正により船長の最後離船、最後退船は法的義務ではなくなった。
一方では、2012年のコスタ・コンコルディアの座礁事故の様に、女遊びにうつつを抜かして飲酒もしていた船長が自分だけ避難するような事件もある。この事件により欧米で最後退船に関する議論が起き、処遇を見直すべきとの話にもなった。また、2014年のセウォル号沈没事故では、船長が救助の現場での指揮、監督を放棄して避難し、多くの高校生の命が失われた。